# USM Saran
La Union Sportive Municipale de Saran es un club de balonmano de la ciudad francesa de Saran. Su primera temporada en la Liga de Francia de balonmano fue la 2016/17 tras quedar primero en la Pro D2.

## Palmarés
- Pro D2 (1):  2015-16

## Plantilla 2023-24
|  | Porteros - 12 Yann Genty - 16 Ivan Panjan Extremos izquierdos - 6 Jordi Deumal - 13 Noé Lafougère Extremos derechos - 45 Maxence Foucault - 77 Luka Radović Pívots - 8 Théo Clarac - 64 Hadrien Ramond | Laterales izquierdos - 9 Pau Oliveras - 18 William Accambray - 34 Romuald Kollé Centrales - Tom Robyns Laterales derechos - 3 Florian Delecroix - 5 Clément Damiani |